# Горячев Іван Михайлович
Іван Михайлович Горячев (1933—1956) — сержант Радянської Армії, учасник придушення Угорської революції 1956 року, Герой Радянського Союзу (1956).

## Біографія
Іван Горячев народився у 1933 році у селі Скрипки Бежецького району (нині — Тверська область) у родині селянина. Навчався у школі у селі Кулічино. Отримав неповну середню освіту, працював трактористом у машинно-тракторній станції. У 1953 році Горячев був призваний на службу у Радянську армію. Закінчив навчальний підрозділ, служив у танкових підрозділах. До жовтня 1956 року сержант Іван Горячев був механіком-водієм танку 62-го танкового полку 11-й гвардійської механізованої дивізії Прикарпатського військового округу. Написав оповідання «Заради порятунку», де розповідалося про Інокентія, який врятував маленьку дівчинку під час війни.
У жовтні 1956 року Горячев у складі радянських військ вступив на територію Угорської Народної Республіки та взяв участь у придушенні Угорської революції. Загинув 9 листопада 1956 року в одному з боїв проти угорських повстанців. Похований у братській могилі на військовому кладовищі у місті Кечкемет.
Указом Президії Верховної Ради СРСР від 18 грудня 1956 року за «мужність та відвагу, проявлені при виконанні військового обов'язку» сержант Іван Горячев посмертно був удостоєний високого звання Героя Радянського Союзу. Також посмертно був нагороджений орденом Леніна.